# Rhyl FC
Der Rhyl Football Club (wal.: Clwb Pêl Droed Y Rhyl) war ein walisischer Fußballverein aus Rhyl. Der Klub wurde 1883 gegründet, hatte im Laufe der Jahre mehrere Namens- und Ligenwechsel hinter sich gebracht und wurde im April 2020 aufgelöst.

## Geschichte
Bereits in den späten 1870er Jahren wurde in der Stadt Rhyl Fußball gespielt. Der 1883 gegründete Rhyl Football Club wurde 1890 Gründungsmitglied der Welsh League. Nach der ersten Saison zog der Verein seine Mannschaft zurück. 1893 kehrte der Verein als Rhyl Athletic zurück und wurde Mitglied der North Wales Coast League. Zwei Jahre später holte der Verein die Meisterschaft in dieser Liga. 1898 fusionierte der Verein mit Rhyl Town und wechselte in die Anglo-Welsh Combination. Trotz finanzieller Probleme blieb man bis zur Auflösung der Liga 1911 Mitglied dieser Spielklasse. Als Rhyl United kehrte der Verein in die North Wales Coast League zurück.
Nach dem Ersten Weltkrieg wechselte der Verein in die North Wales Alliance. 1921 wurde der Verein Gründungsmitglied der Welsh National League (North), die man 1926 gewann. 1928 wurde der Name in Rhyl Athletic geändert. 1936 wurde der Verein in die Cheshire League aufgenommen und nach dem Ende des Zweiten Weltkrieges begann eines der erfolgreichsten Kapitel der Vereinsgeschichte. 1948 und 1951 wurde Rhyl Meister dieser Liga. 1952 und 1953 wurde Rhyl zweimal in Folge walisischer Pokalsieger. 1972 holte der Verein die dritte Meisterschaft der Cheshire League. Nach dem Ende der Cheshire League wurde Rhyl Mitglied der North West Counties League. Später schaffte der Club den Aufstieg in die Northern Premier League.
1992 kehrte der Verein nach Wales zurück. Da die Bewerbung für die League of Wales zu spät erfolgte, wurde Rhyl in die Cymru Alliance eingeteilt. 1994 schaffte der Verein schließlich den Aufstieg in die League of Wales. In den ersten Jahren kämpfte der Club gegen den Abstieg, bevor ein Konsortium unter der Führung des ex-Spielers Peter Parry die Geschäfte übernahmen. 2004 wurde Rhyl erstmals walisischer Meister und holte durch den Pokal- und Ligapokalsieg das Triple. In der ersten Qualifikationsrunde zur UEFA Champions League schied man gegen den lettischen Meister Skonto Riga aus. In der Folgesaison wurde Rhyl Vizemeister und schaffte so die Qualifikation für den UEFA-Pokal. In der ersten Qualifikationsrunde schaltete man den litauischen Vertreter Atlantas Klaipėda aus. In Runde zwei kam das Aus gegen Viking Stavanger aus Norwegen. In der Meisterschaft belegte man den dritten Platz und schaffte erneut die Qualifikation für den UEFA-Pokal, wo das Aus in der ersten Runde gegen die Litauer von Sūduva Marijampolė erfolgte.
Wie alle Vereine der Welsh Premier League sind die Spieler von Rhyl FC Halbprofis. Lediglich The New Saints FC und AFC Llanelli stellen Vollprofis.
Nach der Saison 2009/10, in der Rhyl die Spielzeit auf dem sechsten Schlussrang abgeschlossen hatte und somit sich den Klassenerhalt für die zur Saison 2010/11 vollzogenen Reduktion der Liga auf zwölf Mannschaften gesichert hätte, wurde dem Verein aufgrund finanziellen Schwierigkeiten die Lizenz verweigert und in der Folge in die zweithöchste Spielklasse, die Cymru Alliance eingestuft. Von dort schaffte man in der Saison 2012/13 den Wiederaufstieg in die Welsh Premier League, aus der Rhyl 2017 abstieg. Nach der Saison 2019/20 wurde der Spielbetrieb eingestellt, als Neuntplatzierter in der zweitklassigen Cymru North beendete man die letzte Spielzeit der Vereinsgeschichte. Nachfolger wurde der Rhyl 1879 FC.

## Erfolge
- Walisischer Meister: 2004, 2009
- Walisischer Pokalsieger: 1952, 1953, 2004, 2006
- Walisischer Ligapokalsieger: 1993